# Сен-Пуант, Валентина де

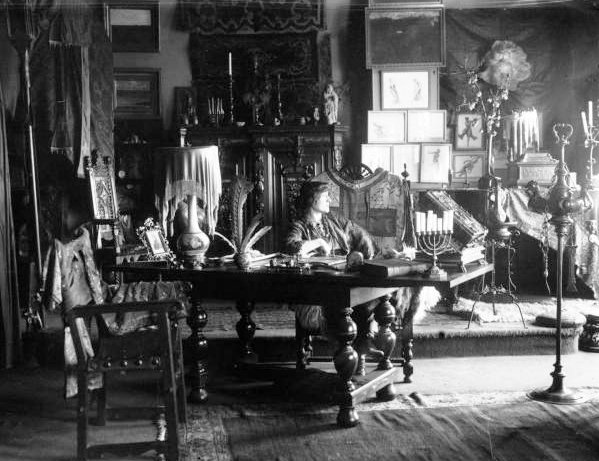
В своей квартире в 1914 году

Валентина де Сен-Пуант, наст. имя Анна Жанна Валентина Марианна Глан де Цессиат-Версель (фр. Valentine de Saint-Point, род. 16 февраля 1875 г. Лион — ум. 28 марта 1953 г. Каир) — французская поэтесса, художница, журналистка, художественный критик, хореограф и драматург. Одна из первых представительниц футуризма во Франции.

## Жизнь и творчество
В. де Сен-Пуант была единственной дочерью Алисы де Глан де Цессиат и Шарля-Жозефа Верселя. Мать её была племянницей поэта Альфонса де Ламартина. Литературный псевдоним Сен-Пуант был взят Валентиной по названию принадлежавшего её предкам замка Сен-Пуант. В 1883 году умирает её отец, и Алиса с дочерью переезжает в Макон, к своей матери. В 1893 году Валентина выходит замуж за старшего её на 14 лет учителя Флориана Теофиля Перрено. Этот брак не был удачным. В следующем году девушка знакомится с коллегой мужа, профессором философии Шарлем Дюмоном, ставшим её любовником. В 1897 году семья Перрен путешествует по Средиземному морю, посещает Корсику. В 1899 году Ф. Т. Перрено умирает в Ниоре. Овдовев в 24-летнем возрасте, Валентина приезжает в Париж, где продолжает свои близкие отношения с Ш.Дюмоном, будущим министром Третьей республики. В июне 1900 года они вступают в брак. В 1902 году Сен-Пуант организует в Париже литературный салон, который посещают Габриэле д’Аннунцио, Натали Клиффорд Барни, Рашильд, Поль Фор, Габриэль Тард, а также художник Альфонс Муха и скульптор Огюст Роден — которым Валентина позировала, причём преимущественно обнажённая — и другие деятели культуры и политики. Валентина де Сен-Пуант заводит тесную связь с Роденом и оказывает влияние также на его творчество, что подтверждается сохранившейся перепиской между ними. В ноябре 1906 году она пишет для журнала «Ла-Нувель Ревью» статью «Два лица Огюста Родена».
В 1903 году, на спиритическом сеансе, которые были модны в то время, В. де Сен-Пуант знакомится с итальянским поэтом и писателем Риччото Канудо, бывшим на два года её моложе. В январе 1904 году она оформляет развод с мужем, поводом для которого послужили различные слухи — в том числе её позирование обнажённой, а также начинавшаяся связь с Р.Канудо. Кроме этого, Валентина желала начать свободную, независимую жизнь, в связи с чем и взяла литературный псевдоним «Сен-Пуант». Примерно к этому времени относится и начало её писательского и поэтического творчества, в чём ей способствовал и Р.Канудо. В январе 1905 года Валентина публикует в «Новом журнале» статью «Незнакомый Ламартин». В том же году выходит в свет первый её поэтический сборник — «Поэмы моря и солнца», написанный под впечатлением поездки с Канудо в Испанию. В 1906 году печатается первая часть прозаической трилогии — «Любовь», тепло встреченная критикой. Писательница начинает сотрудничество с рядом художественных и литературных журналов, таких, как The Artist Europe, The Mercury, The New Review, The Age, La Plume и Gil Blas, чьим основателем был поэт Филиппо Томмазо Маринетти. В начале 1907 года выходит вторая часть трилогии — «Кровосмешение», вызвавшая споры среди читателей и критики. Затронутая в ней тема любовной связи между матерью и сыном встретила преимущественно негативную реакцию в обществе. В 1909 году писательница увлечена театром, 28 мая этого года в парижском Театре искусств была поставлена её одноактная драма «Падение», ранее опубликованная в The New Review. Пьеса эта, ставшая первой частью драматической трилогии «Театр женщины», ожесточённо критиковалась в прессе. В 1910 выходит в свет её новый роман «Женщина и желание», отчасти автобиографическое исследование на темы женской психологии и места женщины в современном обществе. В. де Сен-Пуант занимается также изобразительным искусством, вплоть до 1914 года она выставляет свои полотна и ксилографии в парижском Салоне Независимых. 17 февраля 1912 года Валентина проводит у себя «Аполлонианскую встречу» (как было сообщено в газетах). В этом салоне приняли участие Рашильд, Ф. Т. Маринетти, читавший свои поэмы, а также дипломат Филипп Бертело, поэт-символист Сен-Поль-Ру, художники Умберто Боччони, Джино Северини, Р.Канудо, композитор Флоран Шмит, графиня Вентурини и др.
В том же 1912 году В. де Сен-Пуант пишет и издаёт свой «Манифест женщины-футуриста», созданный под влиянием «Футуристического манифеста» Ф. Т. Маринетти. Оглашён он был 27 июня, и призывал к введению полного равноправия мужчин и женщин во всех сферах жизни. В своём манифесте также поэтесса указывала на то, что основой любого процесса в обществе и природе является развитие и взаимодействие мужского и женского начал. В наиболее полном развитии такого сотрудничества на основе гуманизма, в обеспечение общественного прогресса и видела В. де Сен-Пуант смысл футуризма. У неё складывается особый образ женщины деятельной, не совпадающий с традиционным, сентиментальным женским идеалом «хорошей матери»; поэтесса создаёт свою концепцию «сверх-женщины» (sur-femme), подобно ницшеанскому сверхчеловеку. Эту тему Сен-Пуант глубже разрабатывает в своём втором «Футуристическом манифесте наслаждения», вышедшем в 1913 году. Обе работы эти по женскому вопросу стали весьма популярны и были опубликованы во многих странах Европы, вызвав серьёзные дебаты и обсуждение в обществе. В то же время, желая сохранить творческую независимость, Сен-Пуант провозгласила в январе 1914 года в журнале Hansard: «Я не футуристка, я вообще никто, и не принадлежу ни к одной школе».
В мае 1913 года трилогия «Театр женщины» публикуется в принадлежавшем Канудо художественном журнале Montjoie!. В том же году она создаёт театральную постановку-перформанс «Метахория» (La Métachorie), которую характеризует как «полное смешение искусств». Прошедшую 20 декабря 1913 года в театре Леона Пуаре (на Елисейских полях) «Метахорию» в прессе охарактеризовали как «комбинацию света, звука, танца и поэзии». В 1917 году Сен-Пуант презентирует «Метахорию» в нью-йоркской Метрополитен-опера.
С началом Первой мировой войны Р. Канудо, Г. Аполлинер и Блез Сандрар агитируют живущих в Париже иностранных деятелей искусства выступить на стороне Франции. Канудо вступает во французскую армию и отправляется воевать в Македонию. В. Сен-Пуант служит при Красном Кресте и параллельно работает секретарём у О.Родена. В 1916 году она, в сопровождении Вивьена Постеля и Даниеля Шенвьера уезжает в Испанию и проводит лето в окрестностях Барселоны, в коммуне художников кружка Ф. Пикабия. В ноябре того же года они уезжают в США. Здесь В. де Сен-Пуант интересуется хореографией, а также проводит ряд выступлений по всей стране о творчестве незадолго до этого скончавшегося О. Родена.
В 1918 году она возвращается во Францию — через Марокко, где принимает ислам. Приехав в Париж, Валентине не удаётся восстановиться в прежнем положении одного из интеллектуальных вождей женского движения. Отношения её с Канудо переходят в состояние обычной дружбы. В 1919—1924 годах она совершает несколько поездок на Корсику. Познакомившись с теософией Елены Петровны Блаватской, увлекается медитацией и создаёт теорию об особом «духе Средиземноморья», сплавляющем вместе Запад и Восток. В 1920 году в Маконе умирает мать писательницы, в 1923 году скончался также Р. Канудо. Во Франции её более ничего не удерживало, и в конце 1924 года, в сопровождении В. Постеля и своего нового любовника, Жана Канудо, В. де Сен-Пуант уезжает в Каир. Здесь она подключается к деятельности группы молодых писателей и литературных критиков, организует конференции, дебаты и театральные постановки, сотрудничает с рядом газет, читает лекции. В конце 1925 года она в своей статье «Феникс, или возрождение Египта» обрушивается с критикой на политику Запада в отношении стран Ближнего и Среднего Востока, поддерживает исламские движения и арабских националистов, осуждает колониализм и культурную экспансию Запада. В 1927 году В. де Сен-Пуант пишет книгу о Сааде Заглуле, в 1928 году — ещё одну, вышедшую во Франции «Правда о Сирии глазами очевидцев». Писательница выступала против французского колониализма и сотрудничала с коммунистическим движением. В 1928 году Валентина посещает Иерусалим и проводит два месяца в Ливане, однако при попытке вернуться в Египет — в связи со своей политической деятельностью — она получила отказ от местных властей. После протестов и подключения французского посла в Каире В. де Сен-Пуант всё же разрешено было въехать в Египет. В 1930 году она знакомится с приехавшим в Каир Рене Геноном, ставшим впоследствии её другом.
В конце своей жизни писательница много времени уделяет религиозным вопросам, медитации и нетрадиционной медицине. Приняла арабское имя Равия Нур эд-Дин («Верная свету веры»). Скончалась в Каире и была похоронена по мусульманскому обряду на местном кладбище Эль-Имам Лейси.

## Сочинения
Поэзия:
- Poèmes de la mer et du soleil (Поэмы моря и солнца), Messein-Vanier (1905)
- Poèmes d’orgueil (Поэмы гордости), Abbey & Figuiere (1908)
- L’Orbe pâle (Бледный шар), Eugene Figuiere (1911)
- Война, героическая поэма, Figuiere (1912)
- Караван снов, Week Egyptian, Cairo (1934)

Проза:
- Trilogie de l’Amour et de la Mort (Трилогия любви и смерти): Любовь (1906), Кровосмешение (1907), Смерть (1909), Vanier-Messein
- Une femme et le désir (Женщина и желание), Messein-Vanier (1910)
- La Soif et les mirages (Жажда и миражи), Figuiere (1912)
- Тайные связи, Messein Albert (1924)

Театральные постановки (избранное):
- Падение (one-act play, 1909)
- L’Ame impériale ou l’Agonie de Messaline (Дух империи, или агония Мессалины), трагедия в трёх частях, Figuiere (1929)
- Le Théâtre de la Femme (Театр женщины) (1913)
- La Métachorie (Метахория) (1913)

Манифесты:
- Manifeste de la Femme Futuriste, 25 марта 1912
- Manifeste Futuriste de la Luxure, 11 января 1913

Монографии и эссе:
- Jacques Reboul, Notes on the morality of a «harbinger», Valentine de Saint-Point, Eugene Figuiere, Paris, 1912
- Henri Le Bret, Essay on Valentine de Saint-Point, Aloes, Nice, 1923
- Abel Verdier, seeking the truth, Paris, 1978
- A route west to east, Ph.D. in French literature, Paris 3, 1984
- Fawzia Zouari, the caravan of dreams, fictional biography, Olivier Orban, Paris, 1990
- Nancy Gaye Moore, Valentine de Saint-Point: «The woman full» and her quest for a modern tragic theater in the Agony of Messalina (1907) and the Métachorie (1913), Dissertation for the degree Doctor of Philosophy, Field of Theatre and Drama, Evanston, Illinois, 1997
- Mirella Bentivoglio and Franca Zoccoli, Women Artists of Italian Futurism: Almost Lost to History, Arts Midmarch Press, New York, 1997.
- Veronique Richard de la Fuente, Valentine de Saint Point, a poet in the forefront and Futuristic méditerranéiste Edition Albères, Ceret, 2003.

## Дополнения
- * Футуристический манифест наслаждений, 1913 (на англ. языке)